# Lazee
 (février 2020).
 (mars 2018).
Si vous disposez d'ouvrages ou d'articles de référence ou si vous connaissez des sites web de qualité traitant du thème abordé ici, merci de compléter l'article en donnant les références utiles à sa vérifiabilité et en les liant à la section « Notes et références ».
Mawuli Kulego, plus connu sous son nom de scène Lazee, est un rappeur suédois né à Malmö le 22 octobre 1985.

## Biographie
Lazee est né de parents d'origine ghanéenne. Son père, qui est DJ, le familiarise dans son enfance à la soul, au RnB et au reggae. Lazee s'intéresse au hip hop dès ses 7 ans et écrit sa première comptine à 10 ans.
A 13 ans, sa mère l'envoie en Angleterre. Il fréquente l'Elliott School à Putney, dans le Grand Londres. Il entend à l'école la chanson Players Anthem de The Notorious B.I.G.. Il décrit ce moment comme un "tournant" dans sa vie. Avec Marcus Nzaku Curtis, il commence à écrire des paroles et à se battre avec d'autres étudiants. Il écoute du hip hop et travaille sur sa première mixtape. Il retourne en Suède en 2004, et fréquente le lycée John Bauergymnasiet de Malmö.

## Carrière
Il sort une mixtape intitulée It is What It Is avec l'aide de DJ Kayslay de New York. La mixtape est un échantillon gratuit donné à 5 000 usagers du métro suédois. Elle inclut des morceaux comme Top Notch et Bigga *****.
En 2007, il déménage à Stockholm et commence à travailler avec le producteur iSHi. De leur collaboration naît le premier single Rock Away sur son nouveau label 2Stripes et le grand label Sony BMG qui sort en Scandinavie en 2008. Le single est un succès en Scandinavie et en Europe; des critiques lui ont donné la note de 9/10.[réf. souhaitée]. Il sort plusieurs chansons bien accueillies par la critique, dont Drop Bombs, Pusherman, avec le rappeur suédois J-Son et son single Hold On avec Neverstore. Ce groupe de punk suédois a eu un single sur la radio britannique. Les stations comprenaient Radio 1 et Kiss100 et recevaientt des appels d'auditeurs sélectionnant les titres. Ils se classent dans les meilleures demandes de chanson.

## Discographie

### Sampling
- 2010 : Eurostreetz - Global Tactics 1.5 - The Landing

### Mixtapes
- 2006 : It Is What It Is
- 2008 : Back For The 1st Time
- 2009 : First Class Five Stars
- 2009 : First Class Five Stars Season 2
- 2011 : One Way Ticket

### Albums
- 2008 : Setting Standards
- 2011 : Supposed II Happen

### Singles
- 2010 : Just Like That (feat. Danny Saucedo)
- 2010 : Do It (feat. Mohombi)
- 2010 : Young n Restless (feat. Eric Turner & Adam Tensta)
- 2010 : Hold On (feat. Neverstore)
- 2010 : Calling Out (feat. Apollo Drive)
- 2011 : Gotta Go
- 2011 : Do It
- 2011 : TAG (feat. Madcon & Julimar) (Remixes)

### Compilations
- 2011 : Global Attack Mixtape, Vol. 2

### Participations
- 2009 : Gå Loss (Kartellen feat. Lazee, Adam Tensta, J-Son, Glaciuz, Eboi & Mofo The Maverick)
- 2009 : Creamy Girls (Mathieu Sanders feat. Lazee & Anonis)
- 2010 : Stronger (Lazee feat. Dead by April)
- 2012 : Shake That Ass (Danny Saucedo feat. Lazee)[1]
- 2017 : Get lit (DJ Cruze ft. Mawuli and Idrise)